# 5160 Camoes
5160 Camoes là một tiểu hành tinh vành đai chính với cận điểm quỹ đạo là 2.3273245 AU. Nó có độ lệch tâm quỹ đạo là 0.0709157 và chu kỳ quỹ đạo là 1360.2378300 ngày (3.72 năm).
Camoes có vận tốc quỹ đạo trung bình là 19.2197431 km/s và độ nghiêng quỹ đạo là 8.28127°.
Nó được phát hiện ngày 23 tháng 12 năm 1979 bởi Henri Debehogne.